# トマス・ブライアン・マーティン
トマス・ブライアン・マーティン（英: Thomas Bryan Martin、1731年 - 1798年）は、イングランド系アメリカ人の土地管理人、判事、議会議員、農園主である。バージニア植民地、後のバージニア州からウェストバージニア州に移った土地で暮らした。伯父である第6代フェアファックス・オブ・カメロン卿トマス・フェアファックス（1693年-1781年）の領したノーザンネック領地の土地管理人を務め、またバージニア植民地議会議員を2期務めた。
マーティンは1731年、イングランドのケントで生まれた。母方の祖父は第5代フェアファックス・オブ・カメロン卿トマス・フェアファックスであり、母はフランシス・フェアファックス・マーティンだった。イングランドではつつましい環境で育ち、1751年にバージニアに移住して、伯父の第6代フェアファックス・オブ・カメロン卿トマス・フェアファックス（フェアファックス卿と呼ばれた）を援けることになった。広さが500万エーカー (20,000 km2) もあった叔父のノーザンネック領地を管理した。現在のバージニア州クラーク郡にあったグリーンウェイコート荘園に、伯父と共に住んだ。マーティンの活力ある性格と忠誠心の故にフェアファックス卿の気に入られた。1762年、フェアファックス卿に対して大きくなっていたマーティンの影響力を通じて、領地を管理する本拠地をグリーンウェイコートに移させ、マーティンは領地の執事かつ土地管理人になった。
マーティンはその領地の範囲内で政治や公的な事項に積極的な役割を果たした。聖公会フレデリック教区の教区委員を務め、1754年にハンプシャー郡が創設された時には、郡の初代判事となり、また郡副官にも指名された。1756年から1758年、ハンプシャー郡選出バージニア植民地議会議員となり、1758年から1761年には、ジョージ・ワシントンと共にフレデリック郡選出議会議員となった。フロンティアの町ウィンチェスター、スティーブンズバーグ（現在のスティーブンズシティ）、バス（現在のウェストバージニア州バークレースプリングス）の信託委員に指名された。またフレデリック郡民兵隊の大佐にも指名された。健康状態は良くなかったが、領地の開拓者達から頼られ、インディアンからの攻撃に対してかなりの資源を使うことになった。アメリカ独立戦争が始まると、パトリック・ヘンリー州知事からのフレデリック郡治安判事再指名を断った。その後は公的な役職から完全に退き、グリーンウェイコートに引退した。
戦中は目立たない姿勢を維持し、伯父のフェアファックス卿はアメリカの植民地に住む唯一の貴族だったにも拘わらず、敬意と思いやりをもって遇された。1781年にフェアファックス卿が死んだ後、マーティンの兄であるデニー・マーティン・フェアファックス牧師がノーザンネック領地を継承し、マーティンはグリーンウェイコート荘園を与えられた。叔父の家政婦だったクロウフォード夫人を愛人とし、1798年、未婚のまま死んだ。グリーンウェイコート荘園と隣接する1,000エーカー (4.0 km2) の土地を家政婦だったベッツィ・パワーズに遺贈した。兄のデニー・フェアファックスは領地を適切に維持できず、1797年には残っていた土地を譲渡したので、この領地のフェアファックスとマーティン両家の権益が終わりとなり、その後の1806年に正式に解体された。ウェストバージニア州マーティンズバーグ市は、マーティンの友人であるアダム・スティーブンがマーティンにちなんで名付けた町である。

## 生い立ちと家族

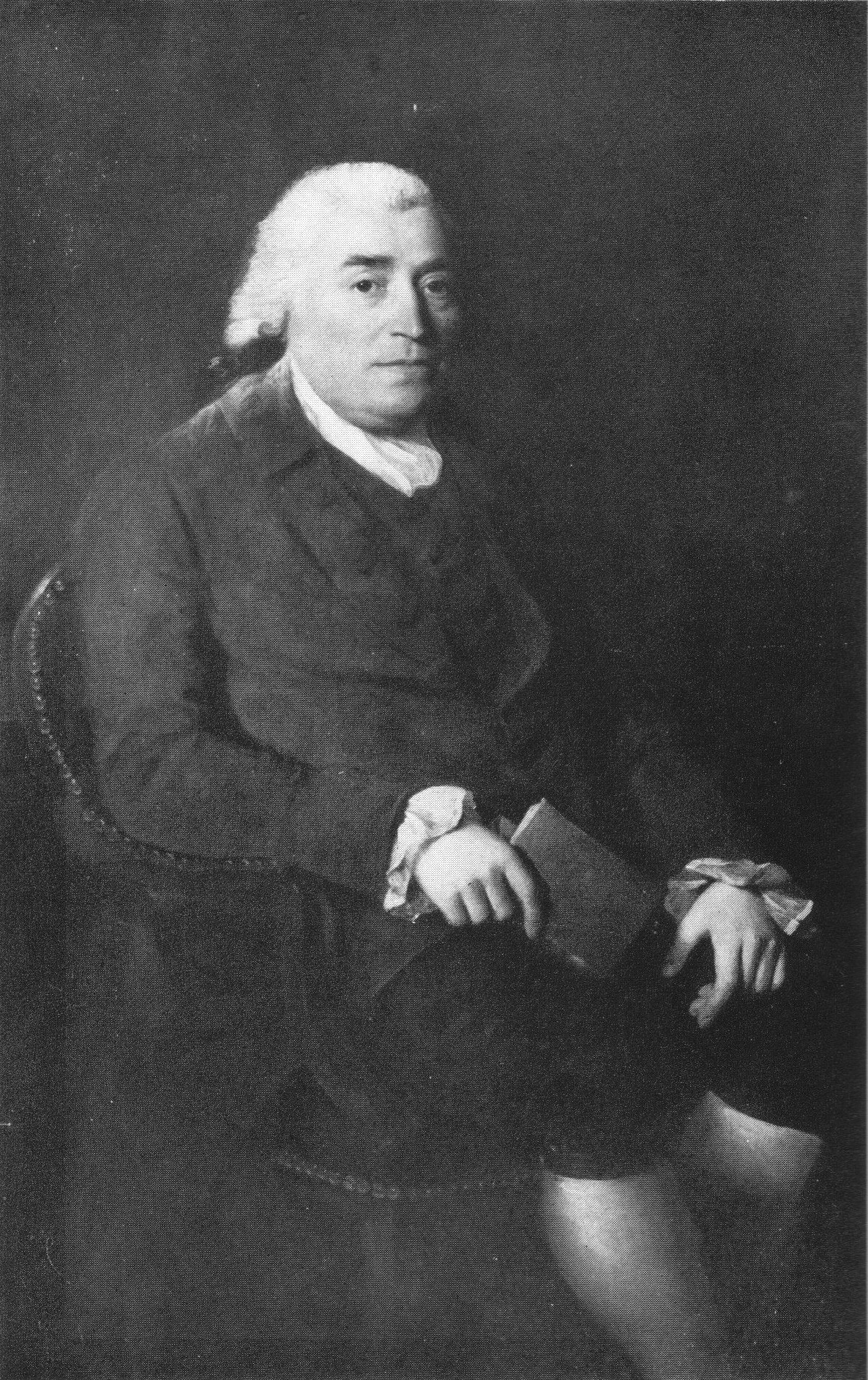
第6代フェアファックス・オブ・カメロン卿トマス・フェアファックス

トマス・ブライアン・マーティンは1731年、イングランドのケントで生まれた。父はソルツマナー出身のデニー・マーティン（1695年-1762年）、母はフランシス・フェアファックス・マーティン（1703年-1791年）だった。父と母はケントのルーズで結婚した。母の父は第5代フェアファックス・オブ・カメロン卿トマス・フェアファックス、母はキャサリン・コルペパー・フェアファックスであり、兄弟には第6代フェアファックス・オブ・カメロン卿トマス・フェアファックス（1693年-1781年）と第7代フェアファックス・オブ・カメロン卿ロバート・フェアファックス（1707年-1793年）がいた。祖母のキャサリン・コルペパー・フェアファックスの父は第2代コルペパー男爵トマス・コルペパー、母はマーガレッタ・ヴァン・ヘッセであり、オランダの高貴な一族の出身だった。マーティンは伯父のトマスから名前を貰った。1731年4月11日、ルーズの聖公会で洗礼を受け、「トマス・ブライアン」と名付けられた。マーティンとその兄弟はイングランドのつつましい環境で育てられた。下記の4人の兄弟と3人の姉妹がおり、全部で8人兄弟だった。
- エドワード・マーティン（1723年-1775年）
- ジョン・マーティン（1724年-1746年）
- デニー・マーティン牧師（後にフェアファックスを嗣いだ、1725年-1800年）
- フランシス・マーティン（1727年-1813年）
- シビラ・マーティン（1729年-1816年）
- フィリップ・マーティン（1733年-1821年）
- アンナ・スザンナ・マーティン（1736年-1817年）

## ノーザンネック領地の管理

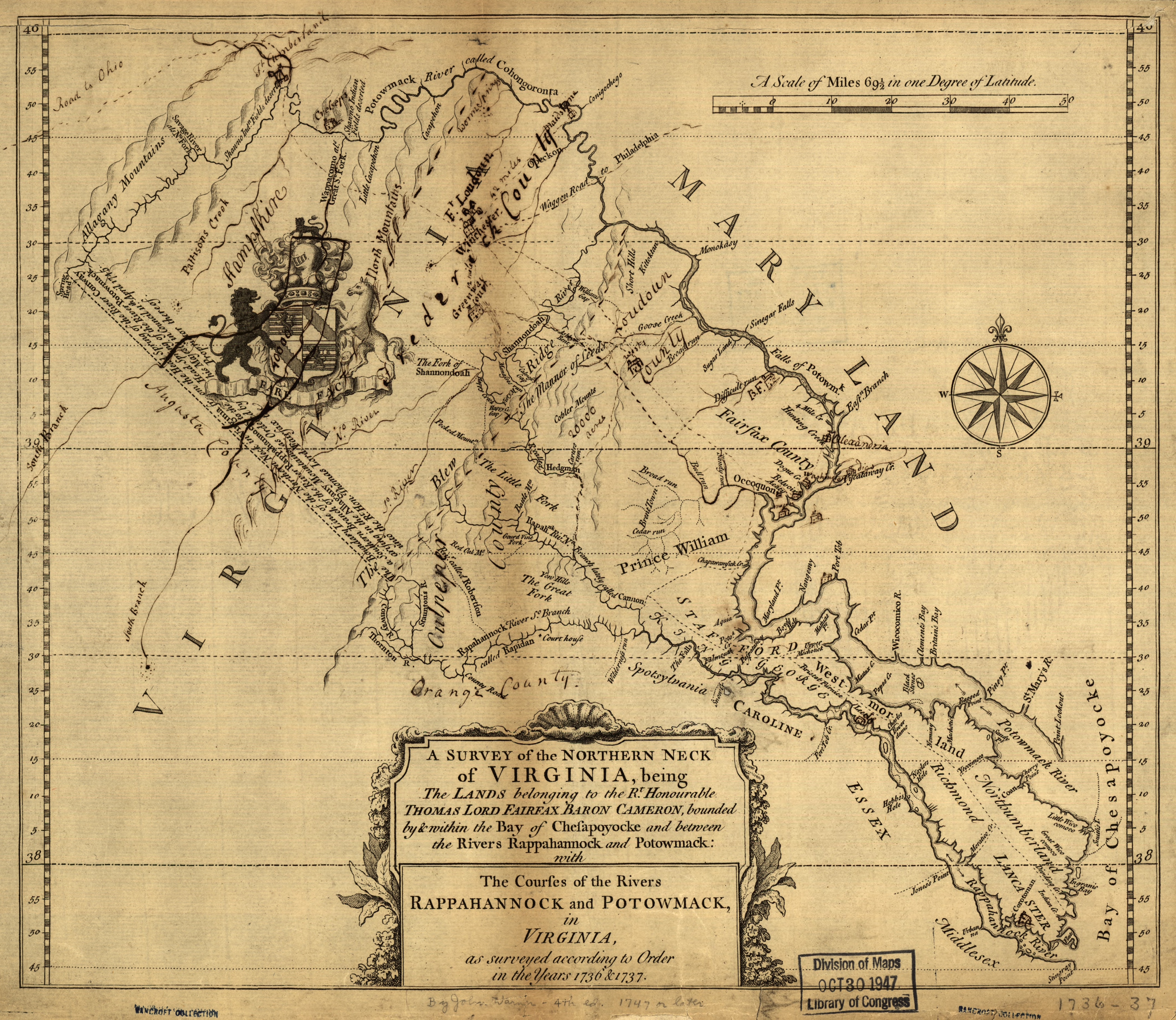
ノーザンネック領地の地図、1736年-1737年

マーティンの伯父第6代フェアファックス・オブ・カメロン卿トマス・フェアファックス（フェアファックス卿と呼ばれた）は、ノーザンネック領地払下げ地を所有しており、それは1719年にマーティンの曾祖父にあたる第2代コルペパー男爵トマス・コルペパーから承継したものだった。その領地はバージニアのノーザンネックの土地500万エーカー (20,000 km2) もあり、ポトマック川北支流の水源から西に広がる広大な土地だった。ノーザンネック領地は1649年に、イングランド王チャールズ2世から、その支持者7人に報償として与えられたものであり、1688年には再度公式の特許地となった。その7人の支持者の1人がコルペパー卿であり、1681年に全領地の所有権を取得し、その孫のフェアファックス卿がコルペパー卿の死のときに土地を承継した。フェアファックス卿は従兄のウィリアム・フェアファックス（1691年-1757年）を、ロバート・カーター1世に代わって、ノーザンネック領地の執事兼土地管理人として派遣した。ウィリアム・フェアファックスはこの役職をその死の1757年まで務めた。1750年、マーティンの叔父であるフェアファックス卿が、現在のクラーク郡ホワイトポスト近くに狩猟用プランテーションのグリーンウェイコートを設立し、自分でその領地を管理しようとした。フェアファックス卿は以前の1747年に、当時「ザ・クォーター」と呼ばれた私宅用地としてこの土地を取っておいた。従兄のウィリアム・フェアファックスが土地管理人として活動する間に、フェアファックス卿はその領地を管理する助けになる者をさらに求め、その任にあてられる者をイングランドの一族の中から探した。まず弟のロバート・フェアファックスを考え、続いて義兄弟であるデニー・マーティンを検討し、最後は1751年、21歳になる甥でデニー・マーティンの息子であるトマス・マーティンをその助手にすることに決めた。

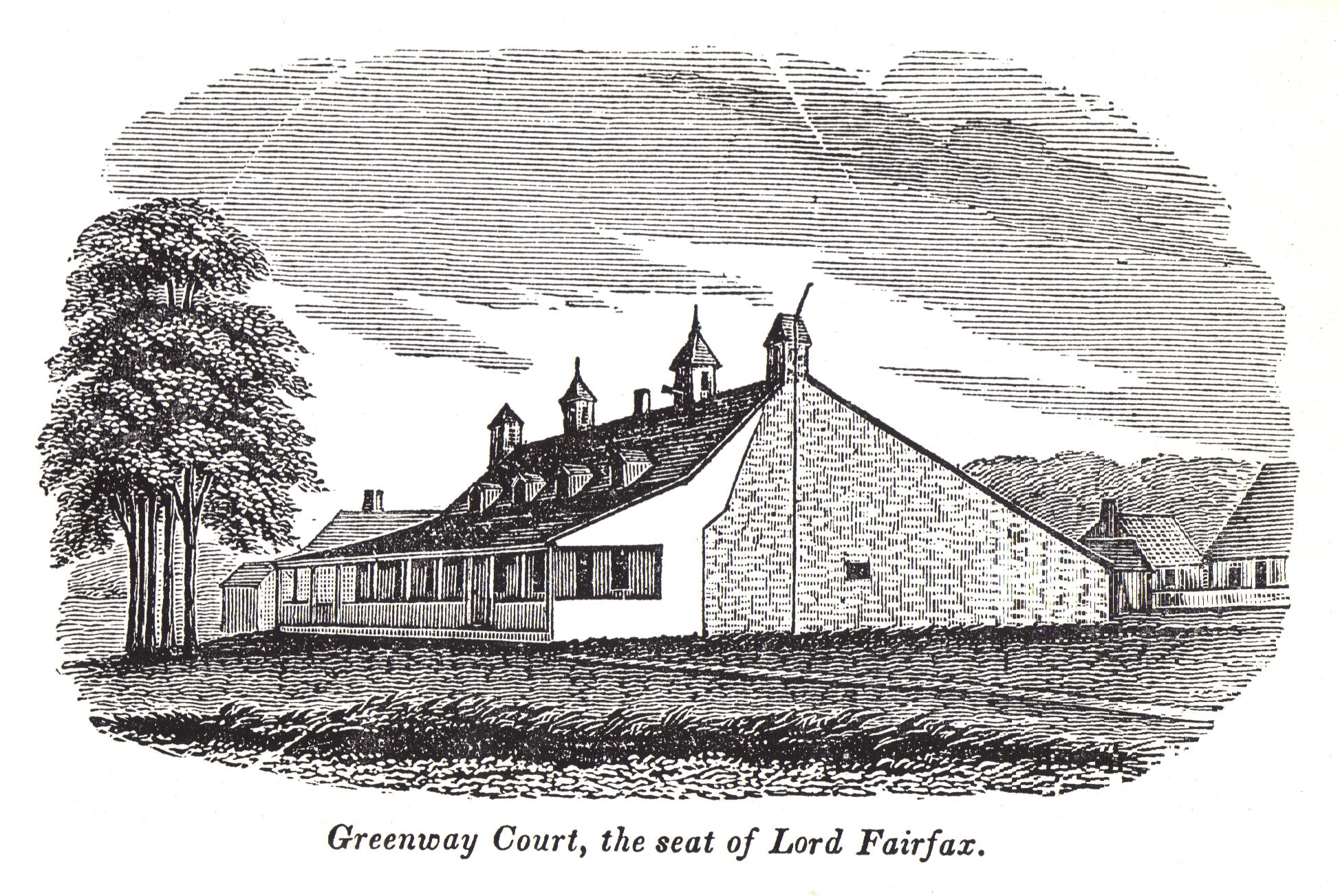
グリーンウェイコートの本館、19世紀初期の版画

フェアファックス卿がマーティンを派遣するよう求め、マーティンはイングランドからウィリアム・フェアファックスに伴われ、1751年5月24日に「ハットリー号」に乗ってバージニアに到着した。ウィリアム・フェアファックスはイングランドでの役職指名を求めていた。マーティンとフェアファックスはウィリアムズバーグに到着し、そこでフェアファックスの仲間で植民地総督評議会委員であるジョン・ブレア・シニアと会食し、総督公邸と議会議事堂を訪れた後、5月31日にノーザンネックへの旅を始めた。マーティンはノーザンネック領地に到着すると、その秋に伯父のいるグリーンウェイコートに入った。マーティンは質素な育てられ方をしていたので、直ぐにグリーンウェイコートのフロンティアの生活に適応した。活力ある性格と忠誠心、さらに視力が良かった故に間もなくフェアファックス卿の気に入られ、近視だった伯父を大いに助けた。1752年5月21日、マーティンが21歳の誕生日を迎えて直ぐに、フェアファックス卿はその甥にグリーンウェイコートと、シェナンドー川西岸、リーズ・マナーの対岸の土地8,840エーカー (35.8 km2) を与えた。その土地は「グリーンウェイコートのマナーという名前で呼ばれることになり」、大天使セントミカエルの祝日に年間賃借料として「良き牡鹿と牝鹿」を献上することとされた。グリーンウェイコートは、ケントにあるカルペパー家の荘園からその名前を採っていた。

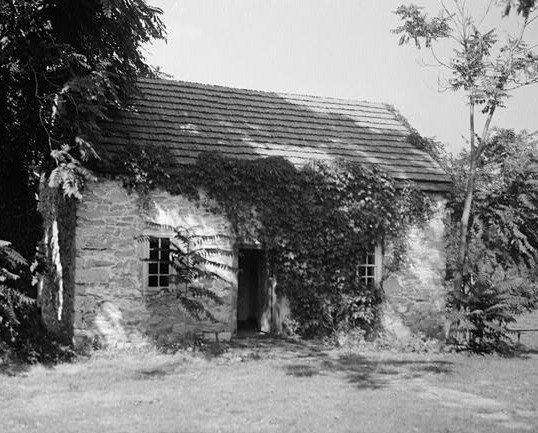
グリーンウェイコートの領地管理事務所、アメリカの歴史的建造物調査所が撮影

マーティンは領地の管理についてより大きな役割を与えられることを望み、伯父に働きかけて、領地管理の再編成を行おうとした。フェアファックス卿はマーティンの提案に従い、1762年、領地運営の基地をそれまでのベルボアから北西に56マイル (90 km)、グリーンウェイコートであからさまに建設された土地事務所倉庫と古文書館に移した。この移転に先立ち、グリーンウェイコートでも小さな土地管理事務所が運営されていた。1757年にウィリアム・フェアファックスが死んだ後、その息子のジョージ・ウィリアム・フェアファックス（1729年-1787年）がその領地の執事と土地管理人を引き継いでいた。1762年、マーティンがフェアファックスの役目だった領地の執事と土地管理人を引き継いだ。マーティンがフェアファックスの仕事を継ぎ、土地管理事務所を移管したことと、マーティンがフェアファックス卿への影響力を増したことは、ジョージ・ウィリアム・フェアファックスの感情を害することになった。それはこの時代にフェアファックスが書いた手紙でも明らかである。フェアファックスとその妻、サリー・キャリー・フェアファックスは、アメリカ独立戦争に先立つ1773年にイングランドに戻り、その後は戻って来なかった。
マーティンはグリーンウェイコートに住みながら、そこでの生活はより大きな邸宅を建設するまでの一時的なものと当初想定していたので、田舎の荘園よりも快適な宿舎を求めていた。1767年、マーティンはグリーンウェイコートでの更なる建設と改良の計画を策定した。「現状に留まり、彼らが留まりたいとする状態で...我々は城を建てる。大いに望んだ地の上ではなく、空中の城である」と記していた。マーティンの叔父であるロバート・フェアファックスがグリーンウェイコートの原始的生活について、「奇妙で野卑な人々の中で...あらゆる概念を超えている」と記していた。その後の30年間、フェアファックス卿が1781年に死ぬまで、マーティンはグリーンウェイコートに留まり、「自己追放」した伯父の寂しさと孤独を共有していた。マーティンはグリーンウェイコートで自立する一方で、農業の利益追求に関わった。1768年、マーティンはタバコのことを「我々の全てとなる」作物だと表現した。シェナンドー・バレーにいる他の多くの農園主や農夫と同様、マーティンは1792年までに小麦の栽培に移行しており、そのときイングランドの兄弟に宛てて「我々の小麦にそんな価格をつけるとは飢えているからなのか。農業は今や私の目的だ」と記した手紙を送っていた。

## 政治と公的な事項
マーティンは領地の管理業務に加えて、伯父の管轄範囲内で政治と公的な事項に積極的な役割を果たし始めた。1752年2月、バージニア植民地議会の法に従い、聖公会フレデリック教区は同年6月1日以前に教区員12人の選挙を行うことを認められた。マーティンは伯父のフェアファックス卿やガブリエル・ジョーンズと共に教区員に選ばれた。マーティンと仲間の教区員は教区の中で聖公会の存在感を拡張拡大することに取り掛かった。
1754年、ハンプシャー郡が創設され、マーティンは郡裁判所の初代判事として差配した。郡を創設した法の下に、最初の郡裁判所が1754年6月に開廷された。しかし、最初の審問が行われたのは1757年12月になってからだった。最初に行われた審問では、マーティンの他に、ジェイムズ・シンプソン、ウィリアム・ミラー、ソロモン・ヘッジズ、ナサニエル・カイケンドールが判事となり、ガブリエル・ジョーンズが裁判所書記官を務めた。1755年、マーティンはさらにハンプシャー郡の副官に指名された。1756年から1758年にはトマス・ウォーカーと共に、ハンプシャー郡を代表してバージニア植民地議会議員に選出された。1758年、マーティンはジョージ・ワシントンと共に、フレデリック郡選出のバージニア植民地議会議員に立候補し、現職のヒュー・ウェストとトマス・スウェアリンゲンに挑戦した。マーティンとワシントンはフェアファックス卿からかなりの支持を得ており、また聖公会フレデリック郡の指導的牧師のウィリアム・メルドラムからも支持を得た。ワシントンが310票を得てトップ当選し、マーティンが240票で第2位だった。ウェストは199票、スウェアリンゲンは45票に留まった。マーティンとワシントンはともにフレデリック郡を代表して1761年まで議員を務めた。1761年、マーティンは再選を求めないことを選び、立法府から引退した。
1758年9月、バージニア植民地議会がマーティンを、ウィンチェスターの信託委員の1人に指名した。さらにスティーブンズバーグ（現在のスティーブンズシティ）の信託委員にも指名された。伯父のフェアファックス卿、ジョン・ハイト、ガブリエル・ジョーンズ、ロバート・ラザフォード、ルイス・スティーブンス、ジェイムズ・ウッドもスティーブンズバーグの信託委員に指名された。1776年10月、バス（現在のウェストバージニア州バークレースプリングス）の町が議会から認証を得た時も、マーティンがその信託委員に指名された。他にブライアン・フェアファックス（後の第8代フェアファックス・オブ・カメロン卿）、フィリップ・ペンドルトン、ロバート・ラザフォード、サミュエル・ワシントン、ワーナー・ワシントン、アレクサンダー・ホワイトなども指名された。
マーティンはフレデリック郡民兵隊の大佐にも指名された。マーティンの健康状態は良くなかったが、領地の開拓者達から頼られ、緊急事態、特にインディアンからの攻撃に対して即座に行動するために、かなりの資源を使うことになった。
アメリカ独立戦争が始まると、マーティンはフレデリック郡の治安委員会判事に指名され、これを務めた。知事のパトリック・ヘンリーから、ウィリアム・ブースやワーナー・ワシントンと共に治安判事に再指名されたが、3人とももう1期務めるのは辞退した。当初、アメリカの大英帝国からの独立は無益な努力だと考え、新しい革命体制の下に仕えることを拒んだので、治安委員会でも宣誓しなかった。委員会は積極的にロイヤリストの逮捕を進めており、それがマーティンが再指名を断る決断をしたことに影響した可能性があった。マーティンは公的な任務から完全に引退し、その後はグリーンウェイコートに隠棲した。マーティンはフリーメイソンとして行動するようになった。

## アメリカ独立戦争とフェアファックス卿の死
マーティンはロイヤリストとして、アメリカ独立戦争勃発後は目立たない姿勢を維持していた。1778年までに、バージニア州議会は小作を廃止していたが、フェアファックス卿の忠誠心を認め、ノーザンネック領地は例外にされた。フェアファックス卿はアメリカの植民地に住む唯一の貴族だったにも拘わらず、議会から敬意と思いやりをもって遇され、バージニアの住民として全ての特権を認められた。1781年にフェアファックス卿が死んだ後、その遺志は1782年3月5日に記録され、ノーザンネック領地を含めアメリカの資産の残りに対する権利は、マーティンの兄であるデニー・マーティンに継承され、デニーがフェアファックスの姓と紋章を引き継いだ。フェアファックス卿は、デニーがイギリスの議会に諮ってフェアファックス・オブ・カメロン卿の称号を継承することを認めさせるという条件で、その資産と称号を引き継がせた。マーティンは、ガブリエル・ジョーンズやピーター・ホッグと共に伯父からその遺言の執行人に指名された。マーティンはフェアファックス卿がジョン・ボーデンから買収した広さ600エーカー (2.4 km2) のプランテーションを承継した。また、グリーンウェイコートの荘園と、そこにある「牛、羊、豚の家畜全て、畜産業の道具、家財と家具」を遺贈された。マーティンおよび兄のデニーとフィリップはフェアファックス卿の奴隷全員も継承した。マーティンの叔父であり、フェアファックス卿の弟のロバート・フェアファックスがイギリスの議会にフェアファックス・オブ・カメロン卿の称号継承を申請し第7代となった。

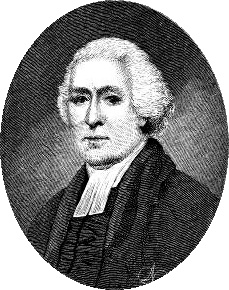
第8代フェアファックス・オブ・カメロン卿ブライアン・フェアファックス

デニー・フェアファックスはイングランドに住むために、マーティンとジョーンズを領地のマネジャーに指名した。マーティンとジョーンズは新聞に公告を出し、領地の小作人はフェアファックス卿に対する権利主張を持ってきて、それを証明するよう求めた。ウィリアム・フェアファックスの子孫は、フェアファックス卿に対する権利を主張し続けていた。それは1757年以前にウィリアム・フェアファックスによって提供されていたものだった。デニー・フェアファックスはこれら過去の権利主張から解放されるために、マーティンとジョーンズの指名を断念し、その代わりに第8代フェアファックス・オブ・カメロン卿ブライアン・フェアファックスを領地の唯一の執事として指名し、1784年9月21日、ロンドンで正式の手続きを行った。
デニー・フェアファックスはイングランドに住むイギリスの臣民だったので、アメリカの司法権下では何の法的権利も無かった。このためにデニーとそのイギリスの親戚は「外国の敵」と見なされ、その土地の所有権は没収法の下に押収された。1785年、バージニア州議会は、領主の土地に関する全ての記録、書籍、文書類はバージニア州が押収し、リッチモンドのバージニア州土地登録官事務所に移すことを命令した。バージニア州はまだ払い下げられていなかった領主の土地を差し押さえ、既に払い下げを受けていた市民にはその土地を保持することを認めた。ノーザンネックの土地価格は上がり続け、そのことをマーティンが1790年の手紙で取り上げていた。土地の価格が上がると、領地の多くの住民がその土地を売り、さらに奥地のフロンティアに移った。このことについて、マーティンは「「住民の移住は...驚愕するものである」とコメントしていた。

## 晩年と死
1781年にフェアファックス卿が死んだ後、マーティンは伯父の家の家政婦だったクロウフォード夫人を愛人とし、彼女との間に1人の娘をもうけた。クロウフォード夫人は暫く愛人のままだったが、数年後に死んだ。二人の間の娘はイギリスのフランシス・ゲルダート大尉と結婚した。しかし、その結婚から間もなく子供を残さずに死に、マーティンはゲルダートにグリーンウェイコートの土地1,000エーカー (4.0 km2) に多くの奴隷を付けて渡した。マーティンは娘の死後、グリーンウェイコートで家政婦としてベッツィ・パワーズを雇った。1798年、マーティンは未婚のまま死亡し、1794年7月24日付だった遺言は、1798年10月1日に証明された。その遺言書の中で、そのグリーンウェイコート荘園と隣接する土地1,000エーカー (4.0 km2) を家政婦のベッツィ・パワーズに遺贈した。パワーズは「その上の家屋、家財（食器と時計を除く）、家畜の馬、牛、羊、豚の半分、および選別した奴隷10人」も承継した。マーティンの姉妹の存命だったフランシス、シビラ、アンナ・スザンナが「金の全額、個人資産の残り」でパワーズに残されなかったものを受け取った。マーティンの遺言執行人それぞれが10ギニーを受け取った。マーティンはその資産の残りとグリーンウェイコートの土地1,000エーカー (4.0 km2) を、パワーズが彼より先に死んだ場合には、遺言執行人のガブリエル・ジョーンズ、ロバート・マッケイ、ジョン・シャーマン・ウッドコックに贈り、それを小分けして売却し、それから上がった利益をマーティンの姉妹たちに分けることとしていた。パワーズは、馬車、ハーネス、およびファルマスに近いスタフォード郡の土地160エーカー (0.65 km2) も受け取った。パワーズはマーティンの死後、W・カーナジーと結婚した。
マーティンの兄デニー・フェアファックスは、高齢であることとアメリカへ移住できなかったために、アメリカの保有物を適切に保護し維持することができず、1797年8月30日付の譲渡証書でジェイムズ・マーカム・マーシャルに、「ダイバーの通った道の全て、土地の区画、バージニア州ノーザンネックの領地の一部や区画、前記のもの全てが持っている利益ある権利と権益の全てとともに」譲渡した。この譲渡によりフェアファックス家とマーティン家の領地における権益を停止させた。1799年、バージニア州議会はフェアファックスの残っていた土地についてマーシャルを法的受権者と認めた。ノーザンネックの領地は1806年に公式に解体され、バージニア州が再度その法的所有者となった。
デニー・マーティン・フェアファックスが1800年に死んだ後も、ノーザンネックの領地をバージニア州が押収したことの合法性は、州と連邦の裁判所で争われ続けた。バージニア州最高裁判所は、領地の土地を州が押収し、権利を受けたことを支持した。その判決では、イギリスとのジェイ条約の条項は、この領地のことを問題にしていない、と論じた。1813年、アメリカ合衆国最高裁判所は、「フェアファックスの受遺者対ハンターの賃借人事件」に対するバージニア州最高裁判所の判決を審査し、条約は実際にこの論争に関わっており、審理を州最高裁判所に差し戻すと裁定した。バージニア州最高裁判所は、州の裁判所で発生した事件について連邦裁判所は権限を持っていないと裁定した。バージニア州最高裁判所がアメリカ合衆国最高裁判所の判断を拒否したことは、1816年に再度「マーティン対ハンターの賃借人事件」で審査された。アメリカ合衆国最高裁判所はバージニア州最高裁判所の判断を覆し、アメリカ合衆国憲法第3条で連邦法に関する事件では連邦裁判所が州の裁判所に対する司法権と権限を有することを認めていると裁定した。アメリカ合衆国最高裁判所長官のジョン・マーシャルは、彼自身と兄弟のジェイムズが以前にデニー・マーティン・フェアファックスと契約して論争のある領地の土地を購入していたので、「マーティン対ハンターの賃借人事件」の判断には加われないこととなった。

## 遺産
マーティンの親友で、領主でもあるアダム・スティーブンが、1778年にバージニア州議会が設立していたバークレー郡の町マーティンズバーグ市を所有していた。スティーブンはその町に友人マーティンの名前を付けた。